# Polymerisatie
Polymerisatie is binnen de organische chemie het, via een covalente binding, samenvoegen van kleine moleculen of monomeren, tot een lange keten of polymeer. Er zijn twee soorten polymerisatie:
- additiepolymerisatie (ketting-polymerisatie)
- condensatiepolymerisatie

## Additiepolymerisatie
Voor additiepolymerisatie is de aanwezigheid van een dubbele binding in de kleine eenheid (monomeer) noodzakelijk. De kleinste monomeer waarmee men kan polymeriseren is etheen. Het polymeer dat zich daarmee vormt is het veel gebruikte polyetheen (PE).

### Reactiemechanisme
Polymeriseren gebeurt in een drietal opeenvolgende stappen:
- initiatie
- propagatie
- terminatie

De reactie wordt gestart door het uiteenvallen van een initiator in twee radicale delen. Middels de initiator wordt de dubbele binding opengebroken (initiatie), waarbij de initiator zich aan één kant bindt. De andere kant van het organische molecuul is ook een radicaal en erg reactief, waardoor het een andere dubbele binding zal openbreken. Op deze manier of propagatie wordt de keten verlengd totdat de kleine eenheden op zijn. Aan het eind van de reactie wordt de keten afgesloten (terminatie) door het andere deel van de initiator.
Voorbeeld van een reactie:
- Initiatiestap:  {\displaystyle {\ce {In2 -> 2In .}}}
- Propagatiestap:  {\displaystyle {\ce {In . + nH2C=CH2 -> In-[H2C-CH2]n .}}}
- Terminatiestap:  {\displaystyle {\ce {In-[H2C-CH2]n. + In. -> In-[H2C-CH2]n-In}}}

### Producten van additiepolymerisatie

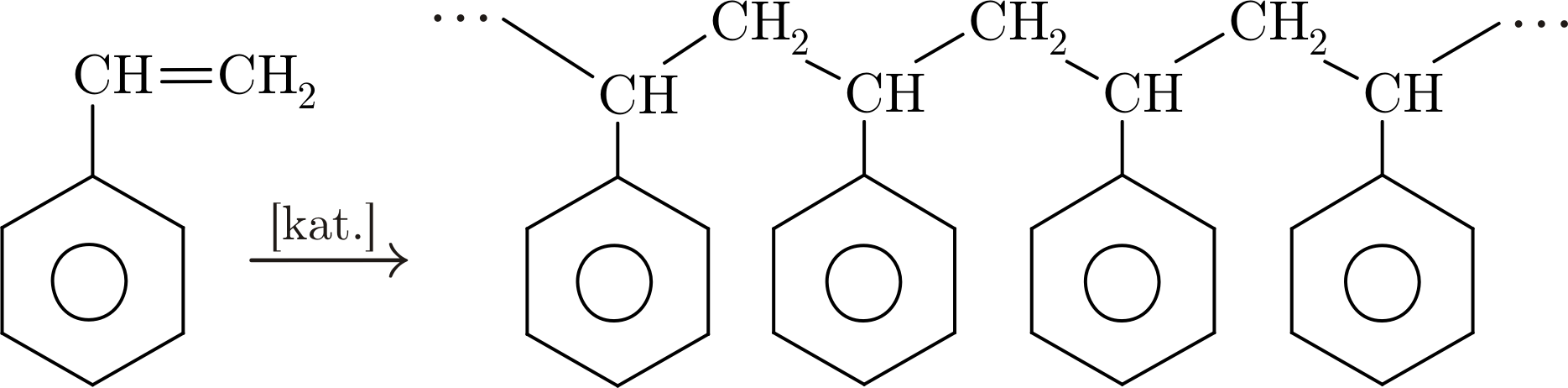
Vorming van polystyreen

Een aantal polymeren die door additiepolymerisatie worden gevormd zijn:
- polyetheen (ook: polyethyleen)
- polypropeen (ook: polypropyleen)
- polyvinylchloride (pvc)
- polystyreen

## Condensatiepolymerisatie

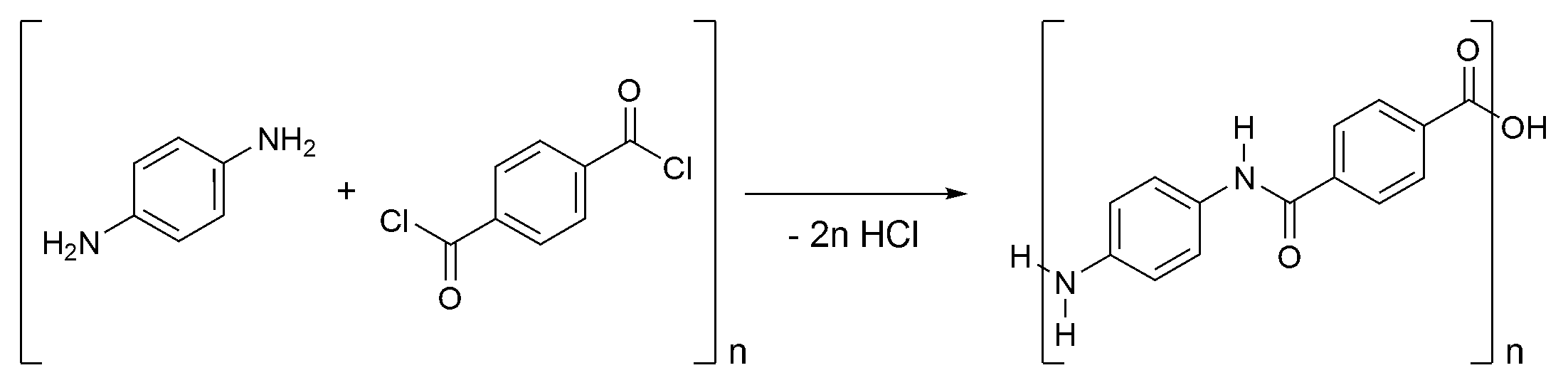
Vorming van kevlar, een polyamide

Voor condensatiepolymerisatie zijn moleculen nodig die twee functionele groepen hebben, bijvoorbeeld een combinatie van carbonzuurgroepen (-COOH), aminegroepen (-NH2) en alcoholgroepen (-OH).
Voorbeelden van polymeren die door condensatiepolymerisatie worden gevormd:
- polyamide - door een reactie van carbonzuurgroepen (of een zuurchloride of zuuranhydride) met aminegroepen.
- polypeptide - door een reactie van carbonzuurgroepen met aminegroepen; specifiek voor eiwitten opgebouwd uit aminozuren.
- polyester - door een reactie van carbonzuurgroepen met alcoholgroepen.
- polyether - door een reactie tussen twee alcoholgroepen.

Bij condensatiereacties wordt over het algemeen een klein molecuul zoals water (H2O) afgesplitst.